# V493 Возничего
V493 Возничего (лат. V493 Aurigae) — одиночная переменная звезда в созвездии Возничего на расстоянии (вычисленном из значения параллакса) приблизительно 15472 световых лет (около 4744 парсеков) от Солнца. Видимая звёздная величина звезды — от +16,1m до +10,6m.

## Характеристики
V493 Возничего — красная пульсирующая переменная звезда, мирида (M) спектрального класса M. Эффективная температура — около 3349 K.